# 城星路駅
城星路駅（じょうせいろえき）は、中華人民共和国浙江省杭州市上城区富春路に位置する杭州地下鉄4号線の駅である。

## 歴史
- 2007年3月27日：着工[1]。
- 2015年2月2日：開業[2]。

## 駅構造
島式ホーム1面2線を有する地下駅。
当駅と市民中心駅の間の距離はわずか709メートルで、4号線の中でも最も短い区間の一つとなっています。

### のりば
| 番線       | 路線    | 行先                 |
| ---------- | ------- | -------------------- |
| 南方面     | ■ 4号線 | 浦沿方面             |
| 北・西方面 | ■ 4号線 | 火車東站・池華街方面 |

（出典：杭州地下鉄：城星路站站内空间示意图 （中国語））

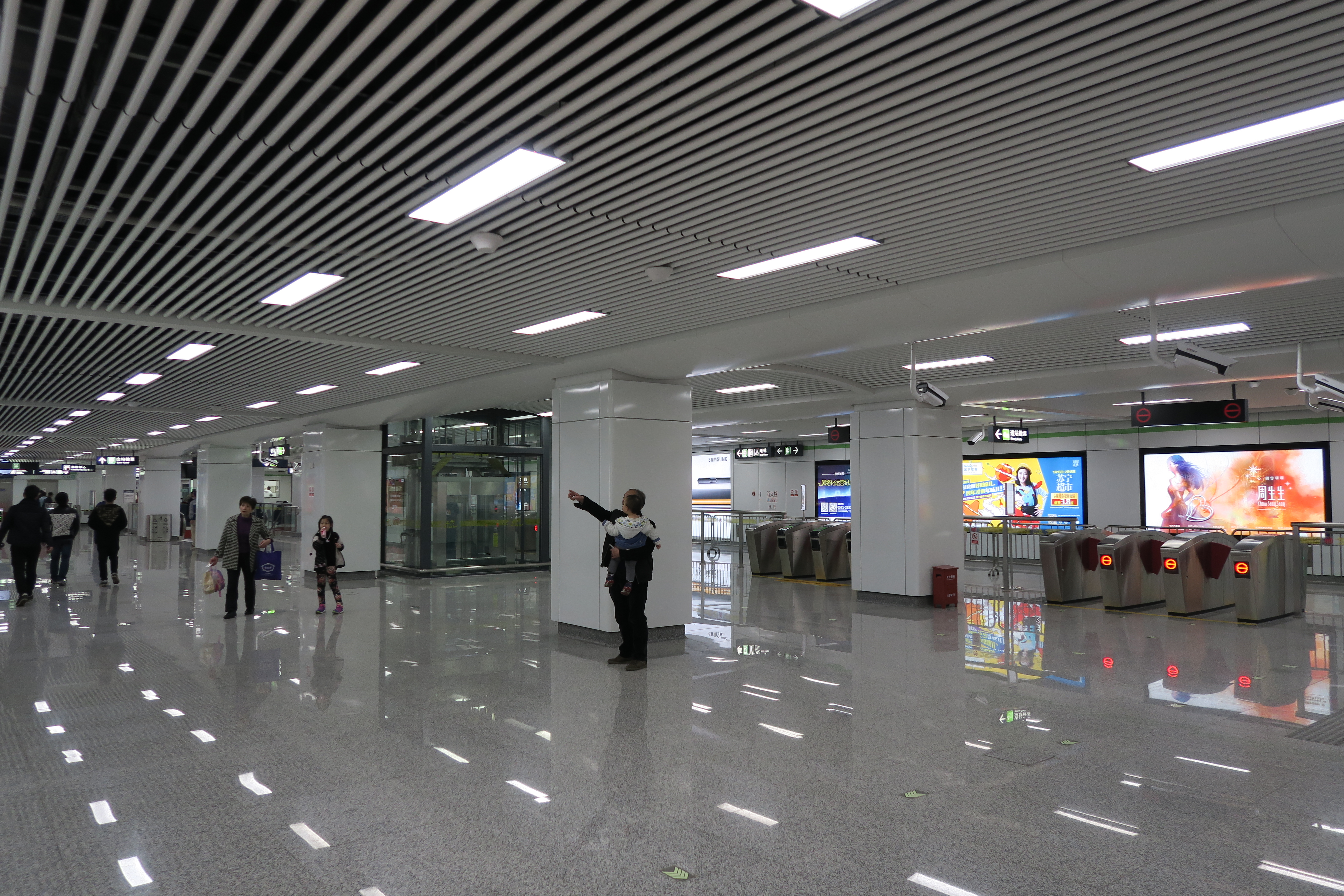
コンコース
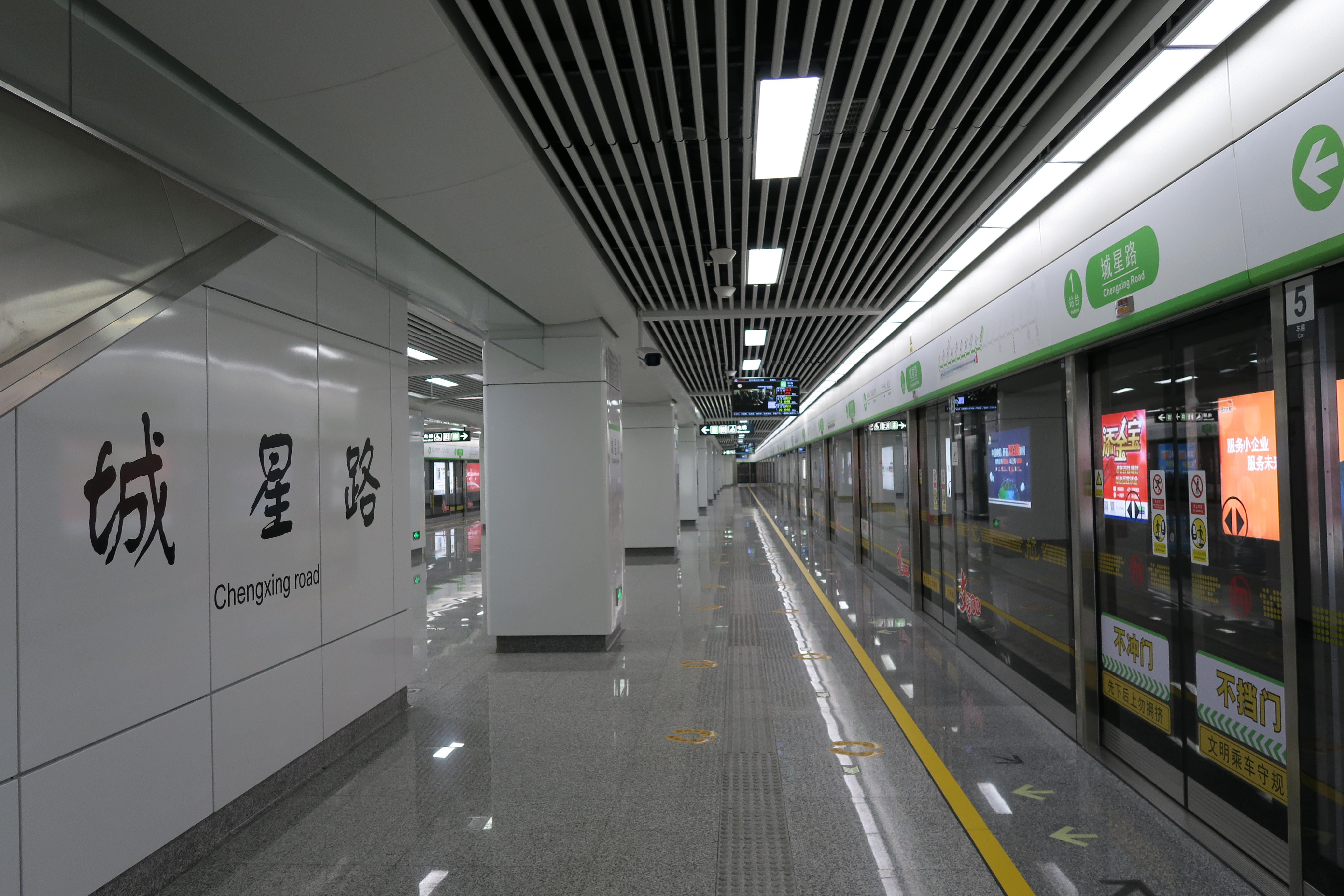
ホーム

## 駅周辺
- 森林公園（中国語版）
- ゾンバオビル（中国語版）
- ディカイ・シティスター・インターナショナル（中国語版） - B3出入口直結
- チエンジャン・インターナショナル・タイムズスクエア（中国語版）・コートヤード・バイ・マリオット・杭州チエンジャン（中国語版） - B1出入口直結
- 杭州テレコムビル（中国語版）
- シーバオ・インターナショナルセンター（中国語版）
- ファーチェン・インターナショナルディベロップメントビル（中国語版）
- スノン・セントラルマンション（中国語版）
- 浜江・城市之星
- チャイナ・タイピン・ファイナンシャルビル（中国語版）
- ジョンティエン・グオカイビル
- チエンタン・エビエーションマンション（中国語版）
- ドンハンビル
- ミンリン・ファイナンシャルセンター
- ロンアン・センター
- ルイジン・インターナショナルビジネスセンター
- ミンジュ・インターナショナルビジネスセンター

## 隣の駅
杭州地下鉄
■ 4号線
近江駅 - 城星路駅 - 市民中心駅